# 萩原周
萩原 周（はぎはら しゅう、2001年7月13日 - ）は、ジャパンラグビーリーグワン埼玉パナソニックワイルドナイツに所属するラグビー選手。

## プロフィール
- 大阪府大阪市阿倍野区出身[1]。
- ポジションはスクラムハーフ(SH)。
- 身長 173 cm、体重 76 kg

## 来歴
小学2年生からラグビーを始めた。
2020年、大阪桐蔭高校卒業後、明治大学に入る。
2024年、アーリーエントリーで埼玉パナソニックワイルドナイツに加入。
2025年1月5日に行われたJAPAN RUGBY LEAGUE ONE第3節カンファレンスBブラックラムズ東京戦にて先発出場でリーグワン公式戦初出場を果たした。